# Марко Бумбаширевић
Марко Бумбаширевић (Београд, 18. јул 1954) је српски микрохирург, академик и редовни члан Српске академије наука и уметности од 4. новембра 2021.

## Биографија
Завршио је магистратуру на Медицинском факултету Универзитета у Београду 1988, докторат 1994. године и усавршавао се у Паризу. Радио је као начелник Одељења за микрохирургију 1990—2001, Клинике за ортопедску хирургију и трауматологију Клиничког центра Србије 2001—2014, Одељења за реконструктивну ортопедију и микрохирургију и као редовни професор хирургије, ортопедске хирургије и трауматологије на Медицинском факултету Универзитета у Београду од 2006. Помоћник је главног уредника European Journal of Orthopaedic Surgery & Traumatology, члан је борда International Orthopedics, члан је уређивачког одбора European Orthopaedics and Traumatology, Orthopaedics and Trauma, Romanian Journal of Reconstructive Microsurgery и Српски архив за целокупно лекарство. Оснивач је и први председник Српске ортопедске и трауматолошке асоцијације, председник је Српског удружења за хирургију шаке, Српског удружења за реконструктивну микрохирургију, члан је и национални делегат Светског удружења ортопедских хирурга и трауматолога, члан је одбора за финансије и националног делегата Европског удружења ортопедских хирурга и трауматолога, Интернационалног хируршког колеџа, Интернационалног микрохируршког удружења, Светског удружења за реконструктивну микрохирургију, Америчког удружења за реконструктивну микрохирургију, Америчког удружења за хирургију периферних нерава, Америчке академије ортопедских хирурга и Српског лекарског друштва, редовни је члан Академије медицинских наука Српског лекарског друштва, почасни је члан Удружења ортопедских хирурга и трауматолога Бугарске и Македоније, Удружења за пластичну, реконструктивну и естетску хирургију Србије и редовни је члан Српске академије наука и уметности од 4. новембра 2021. Добитник је велике медаља Кјото универзитета 1996, награде Удружења за хирургију шаке Индије 2014. и награде Капетан Миша Анастасијевић 2019. године.